# Erik Ewald
Erik Artur Ewald, född Johansson, 10 mars 1903 i Borgholm, död 29 oktober 1971, var en svensk konstnär.
Han var son till poliskommissarien Johan Johansson och Jenny Johansson och gift 1939-1947 med Lil Silfverling.
Ewald började måla först i 30-årsåldern efter en längre tids vistelse i USA  studerade han vid Skånska målarskolan 1933 och vid Otte Skölds målarskola 1940-1941. Han företog en längre studie- och målarresa till Frankrike, Spanien och Italien 1946-1947. Separat ställde han ut första gången på Galerie Moderne i Stockholm 1944 och andra gången på Galerie Acté 1948. Han medverkade ett flertal gånger i samlingsutställningar med Sveriges allmänna konstförening och fick sitt publika genombrott vid en utställning på Gummesons konstgalleri 1950 där han samtidigt tilldelades Kamratstipendiet. Hans konst består av ett ordinärt naturalistiskt måleri med landskap och figurstudier samt ett nonfigurativt måleri. Ewald är representerad vid Kalmar konstmuseum och Nationalmuseum.